# Jena Malone
Jena Malone (født 21. november 1984) er en amerikansk skuspiller og musiker. Hun har mest arbejdet med selvstændige film og optrådt på teatre.
Hun havde sin filmdebut i 1996 med filmen Bastard Out of Carolina og har siden medvirket i film som Contact (1997), Stepmom (1998), Donnie Darko (2001) og Into the Wild (2007).

## Filmografi
| År   | Titel                                | Rolle                             | Noter            |
| ---- | ------------------------------------ | --------------------------------- | ---------------- |
| 1996 | Bastard Out of Carolina              | Ruth Anne 'Bone' Boatwright       |                  |
| 1996 | Hidden in America                    | Willa                             | Tv-film          |
| 1997 | Contact                              | Unge Ellie                        |                  |
| 1997 | Hope                                 | Lilly Kate Burns                  | Tv-film          |
| 1997 | Ellen Foster                         | Ellen Foster                      | Tv-film          |
| 1998 | Stepmom                              | Anna Harrison                     |                  |
| 1999 | The Book of Stars                    | Mary McGuire                      |                  |
| 1999 | For Love of the Game                 | Heather Aubrey                    |                  |
| 2000 | Cheaters                             | Jolie Fitch                       | Tv-film          |
| 2001 | Donnie Darko                         | Gretchen Ross                     |                  |
| 2001 | The Ballad of Lucy Whipple           | California Morning 'Lucy' Whipple | Tv-film          |
| 2001 | Life as a House                      | Alyssa Beck                       |                  |
| 2002 | The Dangerous Lives of Altar Boys    | Margie Flynn                      |                  |
| 2002 | The Badge                            | Ashley Hardwick                   |                  |
| 2002 | American Girl                        | Rena Grubb                        | Også co-producer |
| 2003 | The United States of Leland          | Becky Pollard                     |                  |
| 2003 | Cold Mountain                        | Ferry Girl                        |                  |
| 2004 | Saved!                               | Mary                              |                  |
| 2004 | Corn                                 | Emily Rasmussen                   |                  |
| 2005 | The Ballad of Jack and Rose          | Red Berry                         |                  |
| 2005 | Howl's Moving Castle                 | Lettie (stemme)                   |                  |
| 2005 | Stolthed og fordom                   | Lydia Bennet                      |                  |
| 2006 | Container                            | The Woman / Speaker (stemmer)     |                  |
| 2006 | Lying                                | Grace                             |                  |
| 2007 | Four Last Songs                      | Frankie                           |                  |
| 2007 | The Go-Getter                        | Joely                             |                  |
| 2007 | Into the Wild                        | Carine McCandless                 |                  |
| 2008 | The Ruins                            | Amy                               |                  |
| 2009 | The Messenger                        | Kelly                             |                  |
| 2009 | The Soloist                          | Cheery Lab Tech                   |                  |
| 2010 | Five Star Day                        | Sarah Reynolds                    |                  |
| 2010 | Rachel                               | Rachel                            | Kortfilm         |
| 2011 | I Think Bad Thoughts                 | Jena                              | Kortfilm         |
| 2011 | Sucker Punch                         | Rocket                            |                  |
| 2011 | David Goldberg                       | Vida                              | Kortfilm         |
| 2012 | For Ellen                            | Susan                             |                  |
| 2012 | In Our Nature                        | Andie                             |                  |
| 2013 | The Painted Lady                     | The Painted Lady                  | Kortfilm         |
| 2013 | Teenage                              | American Girl (stemme)            | Dokumentar       |
| 2013 | The Wait                             | Angela                            |                  |
| 2013 | The Hunger Games: Catching Fire      | Johanna Mason                     |                  |
| 2014 | 10 Cent Pistol                       | Danneel                           |                  |
| 2014 | The Hunger Games: Mockingjay - Del 1 | Johanna Mason                     | Cameo            |
| 2014 | Inherent Vice                        | Hope Harlingen                    |                  |
| 2014 | Time Out of Mind                     | Maggie                            |                  |
| 2014 | Memory 2.0                           | Sophie                            | Kortfilm         |
| 2015 | Angelica                             | Constance                         |                  |
| 2015 | The Hunger Games: Mockingjay - Del 2 | Johanna Mason                     |                  |
| 2016 | Batman v Superman: Dawn of Justice   | uspecificeret rolle               |                  |
| 2016 | The Neon Demon                       |                                   |                  |
| 2020 | Antebellum                           |                                   |                  |